# 이보영 (배우)
이보영(1979년 1월 12일 ~ )은 대한민국의 배우다.

## 학력
- 인천여자고등학교 (졸업)
- 공주대학교 경영학과 (졸업)
- 서울여자대학교 국어국문학과 (졸업)[3]
- 서울여자대학교 대학원 국어국문학과 (졸업)

## 출연 작품

### 드라마
| 연도      | 제목                                | 역할             | 방송사           | 비고            |
| --------- | ----------------------------------- | ---------------- | ---------------- | --------------- |
| 2003      | 논스톱 3                            |                  | MBC              |                 |
| 2003      | 백수탈출                            | 차미림           | SBS              |                 |
| 2003      | MBC 베스트극장 《노춘향 대 안몽룡》 | 한재인           | MBC              | 단막극          |
| 2004      | 물꽃마을 사람들                     | 유여경           | MBC              |                 |
| 2004      | 애정만세                            | 세령             | SBS              |                 |
| 2004      | 장길산                              | 귀례             | SBS              |                 |
| 2004      | 마지막 춤은 나와 함께               | 윤수진           | SBS              |                 |
| 2005      | 해후                                | 최엄지           | MBC              |                 |
| 2005      | 어여쁜 당신                         | 유인영           | KBS1             |                 |
| 2005      | 서동요                              | 선화공주(김선화) | SBS              |                 |
| 2006      | 미스터 굿바이                       | 최영인(복자)     | KBS2             |                 |
| 2006      | 게임의 여왕                         | 강은설           | SBS              |                 |
| 2010      | 부자의 탄생                         | 이신미           | KBS2             |                 |
| 2010      | 위기일발 풍년빌라                   | 윤서린           | tvN              |                 |
| 2010      | 아테나: 전쟁의 여신                 | 조수영           | SBS              | 특별출연        |
| 2011~2012 | 애정만만세                          | 강재미           | MBC              |                 |
| 2012      | 적도의 남자                         | 한지원           | KBS2             |                 |
| 2012      | 내 딸 서영이                        | 이서영           | KBS2             |                 |
| 2013      | 너의 목소리가 들려                  | 장혜성           | SBS              |                 |
| 2014      | 신의 선물 - 14일                    | 김수현           | SBS              |                 |
| 2014      | 피노키오                            | 내비게이션       | SBS              | 목소리 특별출연 |
| 2017      | 귓속말                              | 신영주           | SBS              |                 |
| 2018      | 마더                                | 강수진 / 남수진  | tvN              |                 |
| 2020      | 화양연화 - 삶이 꽃이 되는 순간      | 윤지수           | tvN              |                 |
| 2020      | 스타트업                            | 송현             | tvN              | 특별출연        |
| 2021      | 마인:MINE                           | 서희수           | tvN              |                 |
| 2023      | 대행사                              | 고아인           | JTBC             | 16부작          |
| 2023      | 이번 생도 잘 부탁해                 | 이상아           | tvN              | 특별출연        |
| 2024      | 하이드                              | 나문영           | 쿠팡플레이, JTBC | 12부작          |
| 2025      | 메리 킬즈 피플                      | 우소정 / 우채영  | MBC              | 12부작          |

### 영화
| 연도 | 제목                    | 역할        | 비고 |
| ---- | ----------------------- | ----------- | ---- |
| 2004 | 우리 형                 | 미령        |      |
| 2006 | 비열한 거리             | 강현주      |      |
| 2008 | 원스 어폰 어 타임       | 춘자/하루꼬 |      |
| 2009 | 슬픔보다 더 슬픈 이야기 | 은원 (크림) |      |
| 2009 | 나는 행복합니다         | 수경        |      |
| 2011 | 아테나: 더 무비         | 조수영      |      |

## 그 외 출연

### 텔레비전
- 2005년 SBS 《SBS 가요대전》 진행
- 2007년 올'리브 《She's Olive - 이보영 from Grasse to Paris》 진행
- 2008년 MBC 설특집 《러브 버라이어티 '싱글즈 100'》 게스트
- 2009년 MBC 《MBC 가요대제전》 진행
- 2012년 《K-컬렉션 인 서울》 진행
- 2013년 KBS 《달빛프린스》 게스트
- 2013년 올'리브 《eat CITY 이보영의 카페 이탈리아》 진행
- 2013년 SBS 《일요일이 좋다 - 런닝맨》 게스트
- 2013년 SBS 《화신: 마음을 지배하는 자》 게스트
- 2013년 KBS1 《2013 희망로드 대장정》 출연
- 2013년 SBS 《SBS 연기대상》 진행
- 2014년 SBS 《힐링캠프》 131회 게스트[4]
- 2017년 제62회 현충일 추념식 '넋은 별이 되고' 낭독

### 뮤직 비디오
| 연도 | 가수         | 제목                | 비고 |
| ---- | ------------ | ------------------- | ---- |
| 2007 | 왁스, 이기찬 | 또 한번 사랑은 가고 |      |
| 2010 | 지아, 포맨   | 울고, 불고...       |      |
| 2011 | 에이트       | 썸데이...그리고     |      |
| 2011 | 포맨         | 그대라서            |      |

## 음반
- 2007년 원티드, 이정 〈미안해..〉 나레이션
- 2008년 《원스 어폰 어 타임》 OST 〈나의 길〉, 〈지금처럼〉, 〈영원〉, 〈Keep On Dancing〉
- 2011년 《Re:Feel Theme 설레임+사랑》 〈안녕〉 참여
- 2011년 《RE:Feel Theme 이별+그리움》 〈숙제〉 참여
- 2012년 《적도의 남자》 OST 〈10월의 어느 멋진 날에〉, 〈깊은 슬픔〉
- 2014년 이승환 〈Sorry〉 피처링

## 도서
- 2012년 오디오북 《노인과 바다》
- 2015년 《사랑의 시간들...》 (예담, ISBN 9788959139330)

## 광고
| 연도        | 기업명                     | 제품명                                  | 공동 출연              |
| ----------- | -------------------------- | --------------------------------------- | ---------------------- |
| 2002년      | 아모레퍼시픽               | 설록차 (차)                             | 데뷔작                 |
| 2002년      | 파리크라상                 | 파리바게뜨                              | 정우성                 |
| 2002년      | 롯데칠성음료               | 델몬트 오렌지주스                       |                        |
| 2003년      | 우리금융그룹               | 우리금융지주 (금융)                     |                        |
| 2004년      | CJ제일제당                 | 햇반 (식품)                             | 류태준                 |
| 2004~2006년 | 아시아나그룹               | 아시아나항공                            |                        |
| 2005년      | SK텔레콤                   | 'SK텔레콤을 쓴다는 것 편'               |                        |
| 2005년      | 깨끗한나라                 | 프린세스 코튼 (여성용품)                |                        |
| 2005~2006년 | LG생활건강                 | 라끄베르 (화장품)                       |                        |
| 2005~2006년 | 금복주                     | 참소주 (주류)                           |                        |
| 2005~2006년 | CJ                         | CJ온스타일 (쇼핑몰)                     | 다니엘 헤니            |
| 2005~2006년 | 진흥건설                   | 진흥더블파크 (아파트)                   |                        |
| 2005년      | SK매직                     | 클림 식기세척기 (주방가전)              |                        |
| 2006년      | SK매직                     | 매직스팀오븐 (주방가전)                 |                        |
| 2006년      | 롯데네슬레코리아           | 테이스터스초이스 웰빙커피               |                        |
| 2006~2008년 | 한국P&G                    | 헤드엔숄더 (샴푸)                       |                        |
| 2007년      | 금복주                     | 화랑 (주류)                             |                        |
| 2007년      | 진흥건설                   | 진흥건설 기업PR                         |                        |
| 2007년      | 금강                       | 금강제화 상품권                         | 김상경, 노주현         |
| 2008년      | LG생활건강                 | 더페이스샵 (화장품)                     | 권상우                 |
| 2008년      | 주식회사 크린랩            | 크린랲 (생활용품)                       |                        |
| 2009년      | 금강                       | 금강제화 상품권                         | 차인표                 |
| 2011년      | 현대스위스저축은행         | 현대스위스저축은행                      |                        |
| 2010~2011년 | 패션그룹형지               | 크로커다일레이디 (여성의류)             |                        |
| 2011년      | 애코생활건강               | 아토세이프 (친환경 액상세제)            |                        |
| 2011년      | 유엔 한국위원회            | 유엔사막화방지협약 캠페인               |                        |
| 2011년      | 유니세프 한국위원회        | 유니세프 생일기부 캠페인                |                        |
| 2012~2013년 | 남양유업                   | 프렌치카페 커피믹스                     | 김태희                 |
| 2013~2014년 | 캐리어                     | 캐리어 (에어컨)                         |                        |
| 2013~2014년 | 필립스전자                 | 에어프라이어 (튀김기)                   |                        |
| 2013~2014년 | 필립스전자                 | 액티브케어 (헤어드라이기, 스트레이트너) |                        |
| 2013년      | KT                         | olleh All-IP 올레 TV                    | 윤상현                 |
| 2013년      | KT                         | olleh All-IP                            | 이종석                 |
| 2013년      | 일동제약                   | 아로나민씨플러스 (종합비타민)           |                        |
| 2013~2015년 | NH농협은행                 | NH농협은행 (금융)                       |                        |
| 2014~2020년 | (주)두드림                 | 칼로커트 다이어트 (건강기능식품)        |                        |
| 2016년      | ALVOLO F&C                 | 피자알볼로 (수제피자 프랜차이즈)        |                        |
| 2015~2018년 | ETICS                      | 에스테틱 브랜드 A.H.C (화장품)          |                        |
| 2016~2017년 | 에이스침대                 |                                         | 지성                   |
| 2016~2017년 | CJ라이온                   | 비트                                    |                        |
| 2017년      | GSK                        | 신플로릭스                              |                        |
| 2018년      | 아들과딸북클럽             | 아들과딸북클럽 렌탈                     |                        |
| 2018~2019년 | 에버홈                     |                                         |                        |
| 2019년      | 현대건설                   | 현대프리미어캠퍼스몰                    |                        |
| 2019~2020년 | 크린랲                     |                                         |                        |
| 2021년 ~    | TS트릴리온(프라나아이앤씨) | 세바메드                                |                        |
| 2021~2024년 | 동국제약                   | 인사돌 플러스                           | 성시경, 최불암, 박지성 |
| 2023년~     | 휴메딕스                   | 엘라비에 프리미어                       |                        |
| 2023년~     | (주)고세코리아             | 데코르테                                |                        |
| 2023년~     | 피죤                       |                                         |                        |
| 2023년~     | 동국제약                   | 센텔리안 24 마데카 프라임               |                        |
| 2024년 ~    | 동국제약                   | 인사돌                                  | 김승우, 최불암         |

## 홍보대사
- 2006년 7월 특허청 홍보대사
- 2008년 11월 유니세프 한국위원회 카드후견인
- 2008년 12월 유니세프 한국위원회 사랑의 동전 모으기 홍보대사
- 2011년 제10차 유엔사막화방지협약 총회 홍보대사
- 2012년 유니세프한국위원회 특별대표
- 2013년 2월 서울 역삼세무서, 명예민원봉사실장 위촉장 수여[5]
- 2014년 5월 중소기업중앙회 노란우산공제 홍보대사

## 수상 및 후보
| 연도 | 시상식                                  | 부문                             | 작품                            | 결과 |
| ---- | --------------------------------------- | -------------------------------- | ------------------------------- | ---- |
| 2000 | 제44회 미스코리아 선발대회              | 미스코리아 대전-충남 진(眞)      | 빈칸                            | 수상 |
| 2005 | SBS 연기대상                            | 뉴스타상                         | 서동요                          | 수상 |
| 2005 | SBS 연기대상                            | 연속극부문 여자 연기상           | 서동요                          | 후보 |
| 2005 | KBS 연기대상                            | 여자 신인연기상                  | 어여쁜 당신                     | 수상 |
| 2006 | 제14회 이천춘사대상영화제               | 신인여우상                       | 비열한 거리                     | 수상 |
| 2006 | SBS 연기대상                            | 미니시리즈부문 여자 연기상       | 게임의 여왕                     | 후보 |
| 2006 | SBS 연기대상                            | 10대 스타상                      | 게임의 여왕                     | 수상 |
| 2006 | KBS 연기대상                            | 미니시리즈부문 여자 우수연기상   | 미스터 굿바이                   | 후보 |
| 2007 | 제3회 앙드레김 베스트 스타 어워드       | 스타상                           | 빈칸                            | 수상 |
| 2008 | 제44회 백상예술대상                     | 영화부문 여자 신인연기상         | 원스 어폰 어 타임               | 후보 |
| 2009 | 제3회 앙드레김 베스트 스타 어워드       | 스타상                           | 빈칸                            | 수상 |
| 2010 | KBS 연기대상                            | 중편드라마부문 여자 우수연기상   | 부자의 탄생                     | 후보 |
| 2011 | MBC 드라마대상                          | 미니시리즈부문 여자 우수연기상   | 애정만만세                      | 수상 |
| 2012 | KBS 연기대상                            | 중편드라마부문 여자 우수연기상   | 적도의 남자                     | 후보 |
| 2012 | KBS 연기대상                            | 베스트 커플상 (with 엄태웅)      | 적도의 남자                     | 후보 |
| 2012 | KBS 연기대상                            | 장편드라마부문 여자 우수연기상   | 내 딸 서영이                    | 수상 |
| 2012 | KBS 연기대상                            | 베스트 커플상 (with 이상윤)      | 내 딸 서영이                    | 수상 |
| 2012 | KBS 연기대상                            | 여자 최우수연기상                | 적도의 남자, 내 딸 서영이       | 후보 |
| 2013 | 제49회 백상예술대상                     | TV부문 여자 최우수연기상         | 내 딸 서영이                    | 후보 |
| 2013 | 제7회 Mnet 20's Choice                  | 20's 드라마스타 여자부문         | 너의 목소리가 들려              | 후보 |
| 2013 | 제6회 코리아 드라마 어워즈              | 대상                             | 너의 목소리가 들려              | 수상 |
| 2013 | 제6회 코리아 드라마 어워즈              | 베스트 커플상 (with 이종석)      | 너의 목소리가 들려              | 수상 |
| 2013 | 제2회 에이판 스타 어워즈                | 여자 최우수연기상                | 내 딸 서영이,너의 목소리가 들려 | 수상 |
| 2013 | 제2회 에이판 스타 어워즈                | 베스트 커플상(with 이종석)       | 너의 목소리가 들려              | 수상 |
| 2013 | 제26회 그리메상                         | 최우수 여자연기자상              | 너의 목소리가 들려              | 수상 |
| 2013 | SBS 연기대상                            | 대상                             | 너의 목소리가 들려              | 수상 |
| 2013 | SBS 연기대상                            | 미니시리즈부문 여자 최우수연기상 | 너의 목소리가 들려              | 후보 |
| 2013 | SBS 연기대상                            | 프로듀서상                       | 너의 목소리가 들려              | 수상 |
| 2013 | SBS 연기대상                            | 10대 스타상                      | 너의 목소리가 들려              | 수상 |
| 2013 | SBS 연기대상                            | 베스트 커플상 (with 이종석)      | 너의 목소리가 들려              | 후보 |
| 2014 | 제50회 백상예술대상                     | TV부문 여자 최우수연기상         | 너의 목소리가 들려              | 수상 |
| 2014 | SBS 연기대상                            | 미니시리즈부문 여자 최우수연기상 | 신의 선물 - 14일                | 후보 |
| 2017 | 제1회 더 서울어워즈                     | 드라마부문 여우주연상            | 귓속말                          | 후보 |
| 2017 | SBS 연기대상                            | 대상                             | 귓속말                          | 후보 |
| 2017 | SBS 연기대상                            | 월화드라마부문 여자 최우수연기상 | 귓속말                          | 수상 |
| 2018 | 제13회 숨피 어워즈                      | 올해의 배우상 여자부문           | 귓속말                          | 후보 |
| 2018 | 제54회 백상예술대상                     | TV부문 여자 최우수연기상         | 마더                            | 후보 |
| 2018 | 제13회 서울 드라마 어워즈               | 여자 연기자상                    | 마더                            | 수상 |
| 2018 | 제6회 아시아태평양 스타 어워즈          | 중편드라마부문 여자 최우수연기상 | 마더                            | 후보 |
| 2019 | 제14회 숨피 어워즈                      | 올해의 배우상 여자부문           | 마더                            | 후보 |
| 2023 | 2023 브랜드 고객충성도 대상             | 여자 배우 드라마 부문            | 대행사                          | 수상 |
| 2023 | 보건복지부 주최 제101회 어린이날 기념식 | 개인 부문 대통령 표창            | 빈칸                            | 수상 |